# Baie d'Authie
Pour les articles homonymes, voir Authie.
La baie d'Authie ou baie de l'Authie est une échancrure du littoral située à cheval entre les départements du Pas-de-Calais et de la Somme, dans la région Hauts-de-France. Une partie de son territoire a été acquise, entre 1986 et 2003, par le Conservatoire du littoral, car elle abrite un milieu naturel diversifié.
Comme tous les estuaires c'est une zone de nourricerie importante pour de nombreux poissons et autres organismes marins. Elle fait partie du système dit des estuaires picards et des grandes plages et massifs dunaires de la côte d'Opale, qui présentent des spécificités géomorphologiques régionales.
C'est une zone vulnérable à l'érosion du trait de côte, à la montée de la mer, aux inondations et submersions de tempêtes en cas de surcote et localement à l'ensablement ou à l'envasement . Elle s'inscrit dans un territoire testant sur son littoral la GIZC (Gestion intégrée des zones côtières), c'est un espace classé dans le label Grand Site de la Baie de Somme.

## Géographie

Baie d'Authie en 1866 (carte d'état-major).

L'estuaire de l'Authie se trouve dans le Marquenterre, à la limite littorale maritime des départements de la Somme et du Pas-de-Calais, en région Hauts-de-France, marquant la frontière naturelle entre la côte d'Opale et la côte picarde. Il fait partie du système dit des estuaires picards et des grandes plages et massifs dunaires de la côte d'Opale, qui présentent des spécificités géomorphologiques régionales.
La baie d'Authie offre une diversité écopaysagère s'organisant sur trois habitats majeurs : les Mollières (pré-salé avec mares), l'estran (zone découverte par les marées) et des différents massifs dunaires parcourus par les chemins.
Les communes concernées par l'existence de la baie sont, dans la Somme, Fort-Mahon-Plage et Quend, et dans le Pas-de-Calais, Berck, Groffliers, Waben et Conchil-le-Temple.

## Écologie
En plus du Conservatoire du littoral, acquéreur de différentes zones terrestres, le réseau Natura 2000 intervient sur différents sites intégrant le domaine littoral maritime : (FR2200346), (FR2210068), (FR3100482). Une partie des zones de polders  pourraient être perdues avec la montée de la mer.

### Flore
De multiples espèces végétales s'y rencontrent comme :
- le rare iris fétide (Iris foetidissima),
- l'oyat (Ammophila arenaria),
- le panicaut des dunes,
- l'élyme des sables (Elymus arenarius)[11] ou seigle de mer,
- l'Ache rampante (Apium repens) et
- le Liparis de Loesel (Liparis loeselii).

Le milieu dunaire est caractéristique du système des dunes littorales du nord de la France ; il abrite notamment d'importants espaces humides, et en particulier les pannes dunaires, des mares temporaires généralement à sec en été. Ces pannes se sont formées au début du XIXe siècle lorsque l'estran recouvrait, lors des grandes marées, des dépressions sableuses. Progressivement ces dernières furent isolées du milieu marin par la mise en place de cordons de dunes mais furent toujours alimentées en eau par les précipitations et les nappes phréatiques. Aujourd'hui, les pannes abritent des espèces végétales comme :
- la menthe aquatique (Mentha aquatica),
- l'orchis incarnat (Dactylorhiza incarnata)

Dans la partie méridionale de la baie dominent les polders, conquis sur la mer grâce à l'édification des renclôtures, domaine des cultures et des pâturages. Ces espaces souvent humides, entrecoupés de canaux de drainage, de fossés, de mares et d'étangs, abritent de nombreuses espèces de joncs, de roseaux et d'autres végétaux aquatiques.

### Faune

#### Généralités
La baie d'Authie, comme tous les estuaires, est une zone de nourricerie importante pour de nombreux poissons et autres organismes marins.

#### Avifaune
Sa diversité n'égale certes pas celle de la baie de Somme voisine, mais elle ne manque pas d'intérêt avec la présence, permanente ou temporaire, de :
- l'aigrette garzette (Egretta garzetta),
- la spatule blanche (Platalea leucorodia),
- l'avocette élégante (Recurvirostra avosetta),
- l'échasse blanche (Himantopus himantopus),
- différentes espèces de canards (canard siffleur (Mareca penelope) , canard pilet (Anas Acuta)...)
- divers limicoles (huîtrier pie (Haematopus ostralegus), chevalier gambette (Tringa totanus), bécasseau variable (Calidris alpina)...),
- le Gravelot à collier interrompu (Charadrius alexandrinus)[15]
- le faucon pèlerin (Falco peregrinus),
- l'épervier d'Europe (Accipiter Nisus),
- le cochevis huppé (Galerida cristata),
- La cigogne blanche (Ciconia ciconia)
- sans compter le héron cendré (Ardea cinerea), le grèbe huppé (Podiceps cristatus) ainsi que de nombreux passereaux (linotte à bec jaune (Linaria flavirostris), bruant des neiges (Plectrophenax nivalis), bruant lapon (Calcarius lapponicus)...).

#### Ichthyofaune
En 2006, 29 espèces de poissons (de 20 familles différentes) ont été recensés dans l'ensemble des trois grands estuaires picards, et sur un pas de temps plus long (13 ans, de 1980 à 1993), ce sont 37 espèces et 27 familles qui ont été recensées dans les trois estuaires.
Pour la trentaine d'espèces de poissons trouvées en 2006, moins de la moitié d'entre elles étaient communes aux trois estuaires. Par exemple, le hareng, l'athérine, la lamproie fluviatile, le chinchard, le mulet doré et le mulet porc n’ont pas été retrouvés dans l'Authie ni dans la Canche, alors qu'ils étaient présents dans l’estuaire de la Somme. Les espèces les plus communes, pour les trois estuaires, étaient (sous forme juvénile) le sprat, le bar, le gobie commun et le flet. Inversement, l’épinoche (qui est un petit migrateur), la perche et la crevette bouquet, plus associées aux eaux faiblement salées, n'ont été retrouvées qu'en Baie d'Authie et non dans l'estuaire de la Somme. Des espèces comme la limande, le turbot, le Saint-Pierre, le dragonnet lyre, la raie bouclée, la gonelle, le lieu jaune et le petit Tacaud sont potentiellement présents, mais plutôt vers l'extérieur de la baie.
La taille des poissons est globalement la même dans les trois estuaires.
Les assemblages d'espèces[Quoi ?] se positionnent différemment au sein des trois estuaires. Curieusement, les biomasses moyennes (en grammes de poids frais/1000 m2) sont nettement moins élevées dans l'estuaire de l'Authie que dans l'estuaire de la Canche, mais nettement plus que dans celui de la Somme, pourtant plus vaste mais plus sableux.

#### Mammifères
Depuis leur protection par l'annexe III de la convention de Berne (1979), des colonies de phoques veaux-marins et phoques gris sont de retour. Elles sont régulièrement observées sur les bancs de sable découverts à marée basse, notamment depuis l'épi 17 (près du club nautique) à Berck. La prolifération de ces deux espèces constitue « un problème de taille pour les pêcheurs picards qui se plaignent de la prédation impactant leur ressource halieutique et de la détérioration de leurs filets de pêche ».

#### Amphibiens
Les pannes abritent aussi des espèces animales variées dont plusieurs espèces de grenouilles et le crapaud calamite.

#### Autres
- Nombreuses espèces d'invertébrés dont libellules[13].

## Administration
Une partie du territoire de la baie d'Authie a été acquise, entre 1986 et 2003, par le Conservatoire du littoral, car elle abrite un milieu naturel diversifié.
Pour préserver ce milieu fragile fréquenté par près de 500 000 visiteurs par an, le Conservatoire du littoral envisage de restaurer le pâturage ovin extensif pour entretenir le milieu dunaire, mais également d'améliorer l'accueil des touristes par des aménagements mieux adaptés à la problématique environnementale actuelle : parkings intégrés au paysage, sentiers de découverte balisés

## Ingénierie côtière
Depuis le XIXe siècle, des ouvrages de durcissement du trait de côte (digue à la mer submersible et digue enherbée, épis hollandais, enrochements) sont déployés en baie d'Authie pour préserver l'estuaire et lutter contre l'érosion du littoral.

## Galerie photographique

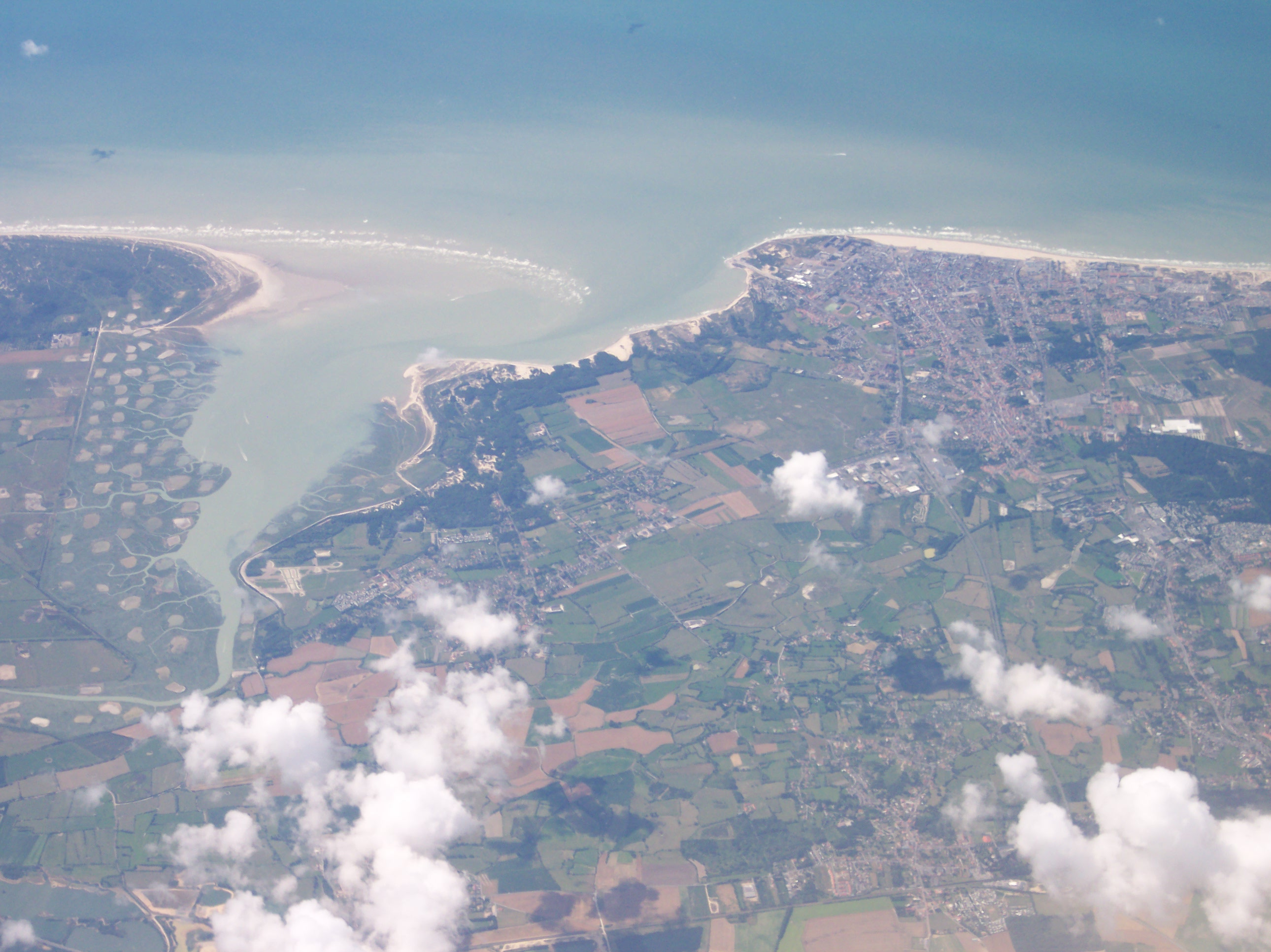
Vue aérienne de la Baie d'Authie dans la Somme lors d'un vol entre Beauvais et Glasgow